# Гундієві
Гундієві (Ctenodactylidae) — родина їжатцевидих гризунів, котра включає чотири роди, три з яких мешкають у посушливих частинах північно-західної Африки, а один, Pectinator — східної Африки. Найбільш ранній відомий представник родини походить з раннього олігоцену Азії.

## Опис тіла
Це невеликі (близько 175 грамів), компактні, з коротким пухнастим хвостом гризуни з довгим щільним м'яким хутром. Більшість видів коричневого або сірого кольору. Вуха круглі й короткі й у деяких видів захищені від сміття, яке несе вітер, бахромою волосся навколо внутрішнього краю вушних раковин. Голови великі й тупі, очі великі. Ноги короткі, кожна має чотири пальці, на задніх ногах два пальці з жорсткою щетиною, яка утворює гребінь. Всі пальці мають не великі, але дуже гострі кігті. Підошви ніг мають характерні подушечки. Гундієві мають сплющений череп, з широкими лобових й відносно добре розвиненими надбрівними дугами. Булли великі. Зубна формула: 1/1, 0/0, 1/1 чи 2/2, 3/3 = 20 чи 24. Щічні зуби (моляри й премоляри у ссавців) плоскі й завжди ростуть. Їх жувальні поверхні "8"- або ниркоподібні.

## Стиль життя
Гундієві травоїдні. Їх великі очі могли б натякати на нічний спосіб життя, тим не менш, вони є денними або сутінковими, і швидко рухаються від областей сонячного світла в темні кам'яні притулки. Вони розігріваються на сонці вранці, потім чергуються між сонцем і тінню, щоб підтримати їх температуру тіла в допустимих межах. Вони, як правило, живуть у колоніях, спілкуючись різною вокалізацією.

## Класифікація
- Родина Гундієві (Ctenodactylidae)
  - Рід Ctenodactylus — гунді (типовий рід родини Гундієві)
    - Вид Ctenodactylus gundi (Північноафриканський гунді)
    - Вид Ctenodactylus vali (Гунді Вала)

  - Рід Felovia
    - Вид Felovia vae (Гунді Фелоу)

  - Рід Massoutiera
    - Вид Massoutiera mzabi (Гунді Мзаба)

  - Рід Pectinator
    - Вид Pectinator spekei (Східноафриканський гунді)